# FC Vitebsk
El FC Vitebsk (en bielorruso: ФК Віцебск) es un club de fútbol de Bielorrusia que milita en la Liga Premier de Bielorrusia, la liga de fútbol más importante del país.

## Historia
Fue fundado en el año 1960 en la ciudad de Vitebsk con el nombre Krasnoye Znamya Vitebsk y desde su fundación ha cambiado de nombre en varias ocasiones, las cuales han sido:
- 1960: Krasnoye Znamya Vitebsk
- 1963: Dvina Vitebsk
- 1985: Vityaz Vitebsk
- 1989: KIM Vitebsk
- 1994: Dvina Vitebsk
- 1995: Lakamatyu-96 Vitsebsk
- 1997: Fusionado con el Lokamativ para crear al Lokomotiv-96 Vitebsk
- 2001: Lokomotiv Vitebsk
- 2006: Vitebsk

Nunca llegó a militar en la Primera División de la Unión Soviética, mientras que luego de la separación de la Unión Soviética ha participado en las Vysshaya Liga desde su fundación hasta el año 2011, al descender de categoría tras perder la Serie de Playoff ante el FC Partizan Minsk. Ha sido subcampeón de Liga 2 veces y ha ganado el título de Copa una vez. El club retorna a la Liga Premier de Bielorrusia en 2014 al terminar en tercer lugar en la Primera División de Bielorrusia en la temporada anterior.
A nivel internacional ha participado en 3 torneos continentales, donde jamás ha superado la Primera Ronda.

## Palmarés
- Vysshaya Liga: 0
  - Subcampeón: 2

1993, 1995
- Copa de Bielorrusia: 1

1997/98

## Participación en competiciones de la UEFA
| Temporada | Torneo             | Ronda      | País      | Club             | Ida          | Vuelta       |
| --------- | ------------------ | ---------- | --------- | ---------------- | ------------ | ------------ |
| 1998/99   | Recopa             | Preliminar | Bulgaria  | Levski Sofia     | 1–8 (visita) | 1–1 (casa)   |
| 2000      | Copa Intertoto     | 1          | Croacia   | Varteks Varaždin | 1–2 (casa)   | 2–2 (visita) |
| 2019/20   | UEFA Europa League | 1          | Finlandia | KuPS             | 0–2 (visita) | 1–1 (casa)   |